# Catar nos Jogos Olímpicos de Verão de 2000
O Catar participou dos Jogos Olímpicos de Verão de 2000 em Sydney, Austrália. Lá o país conquistou uma única medalha, a de bronze.